# José Antonio Remón Cantera
José Antonio Remón Cantera (Ciudad de Panamá, 11 de abril de 1908 - ibídem, 2 de enero de 1955) fue un militar y político panameño. Fue Presidente de Panamá desde el 1 de octubre de 1952 hasta el 2 de enero de 1955, cuando fue asesinado en el hipódromo Juan Franco, que hoy lleva su nombre. Fue el primer militar en asumir la presidencia de la República.

## Biografía
José Antonio Remón estudió en la Academia Militar de México, donde recibió en 1931, el título de oficial de caballería. En 1947 se constituye Jefe de la Policía Nacional y su presencia provoca en 1949 una inestabilidad política con la renuncia de Daniel Chanis Pinzón y provocó el derrocamiento de Arnulfo Arias Madrid en 1951.
Al asumir como Presidente Constitucional de Panamá en 1952, adoptó una política proestadounidense provocando represiones a grupos comunistas y partidos políticos de oposición, además de militarizar la Policía Nacional que se convertiría en la Guardia Nacional, con el apoyo de Estados Unidos. En 1953 negoció con el presidente Dwight D. Eisenhower una serie de arrendamientos en el Canal de Panamá y que tendrían el nombre de Tratado Remón-Eisenhower, no obstante fueron firmados poco después del asesinato de Remón.
Las circunstancias de su magnicidio no están claras. Se preveía que un estadounidense llamado Martin Irving Lipstein era el asesino; posteriormente el abogado Rubén O. Miró había confesado el crimen, pero poco después las investigaciones arrojaron la complicidad al sucesor de Remón, José Ramón Guizado, quien fue procesado de igual manera.
Recientemente se desclasificaron documentos de la Agencia Central de Inteligencia de Estados Unidos (CIA) que revelan que Remón pudo haber sido asesinado por órdenes del famoso capo de la época Lucky Luciano, debido a una disputa que lo involucró en un embarque de heroína y Whisky que Remón, según se alega en la investigación fechada en noviembre de 1957, les decomisó en un muelle en Colón a la organización de Luciano.